# به هدف شلیک کن
به هدف شلیک کن فیلمی به کارگردانی محمد کتیرایی و نویسندگی سامان سالور، مجید بلون ساختهٔ سال ۱۳۸۷ است.

## خلاصه داستان
روايتي است از نسل امروز. از جوانان سوخته اي كه در چمبره مشكلات كار و زندگي به تلاش افتاده اند تا شايد بتوانند بقا و حيات خود را دوام بخشند. در دو سوي زندگي و در آن سوي نيك و بد، قهرمانان «به هدف شليك كن» ايستاده اند. قانون و گستاخي هاي جوانانه اي كه جاده نامتناسب و ناهموار را برگزيده اند و عاقبت بايد سرنوشتي را انتخاب كنند كه خاكستري هاي حيات آنها را در هم بپيچد.

## بازیگران
- اشکان خطیبی بابک
- پژمان بازغی  متین
- پولاد کیمیایی کیان
- کامران تفتی رسول
- روناک یونسی نگار
- اردلان شجاع‌کاوه ناصر
- محسن احمدی پلیس
- احمد یاوری شاد
- علی درخشنده